# Tacna
Tacna város Peruban, Tacna megye székhelye. A 19. és a 20. század fordulóján chilei uralom alatt állt, amit a helyiek többnyire elnyomásként éltek meg, ez pedig jelentősen felerősítette a Peruhoz fűződő nemzeti, hazafias érzéseket a városlakók körében. A korábbi függetlenségi harcokban betöltött szerepe miatt nevezik Ciudad Heroicának („hősies város”) is. 2017-ben lakóinak száma közel 290 000 volt.

## Földrajz
Tacna Peru legdélebbi megyéjében, Tacna megyében található, az ország legdélebbi megyeszékhelye. Az Andok hegyláncai és a Csendes-óceán partja közötti kietlen, sivatagos síkságon épült fel, igaz, a hegyekből érkező Caplina folyó keresztülfolyik rajta. A városból az ország belseje és a tengerpart felé, valamint a közeli chilei határhoz is vezetnek utak.

## Története
Neve a kecsua nyelvből ered: a taka jelentése „üt”, a na pedig „helyet” jelent.
Története 1572-ben kezdődött, amikor a spanyolok egy indián redukciót hoztak létre a mai város helyén. Később az ajmara és spanyol betelepülők lassan egy mesztic lakosságú települést alakítottak ki. Fejlődésében nagy szerepet játszott, hogy azon a kereskedelmi útvonalon feküdt, ami a hegyi területeket kötötte össze Arica vidékével. A város hosszanti útjai régi inka utak mentén alakultak ki, amelyet szabálytalan időközönként szűk, sötét keresztutcák kereszteztek. A 18. század elején még igen kicsi településnek számított: 500 lakója sem volt.
1837. április 18-án itt kötötték meg az ún. tacnai szerződést Peru és Bolívia között, amelynek értelmében Peru államszövetségben egyesült Bolíviával, továbbá két autonóm köztársaságra oszlott Észak-Peru és Dél-Peru néven. Dél-Peru fővárosa Tacna, Észak-Perué pedig Lima lett.
A Peru és Chile közötti háborút lezáró ancóni szerződés értelmében a város chilei fennhatóság alá került, az országhatár a Sama folyóig tolódott északra. 1886-ban az újjászervezett chilei Tacna megye székhelyévé Locumbát tették. Az 1883-as szerződés kimondta, hogy tíz évvel később népszavazást kell tartani Tacna és Arica térségekben, hogy a lakók eldönthessék, melyik országhoz kívánnak tartozni, ám ennek a szavazásnak a megtartását a chilei vezetés folyamatosan akadályozta, elhalasztotta. 1925-ben és 1926-ban Calvin Coolidge amerikai elnök John Pershing és William Lassiter személyében két küldöttet menesztett a helyszínre, akik jelentésükben megállapították, Chile nem biztosítja a minimális feltételeket sem egy igazságos szavazás megtartásához. Végül az 1929-es limai szerződés oldotta meg a helyzetet, amelynek értelmében Arica Chilénél maradt, míg Tacna 1929. augusztus 28-án visszatért Peruhoz. Azóta ezt a napot a nemzeti egység ünnepnapjaként tartják számon Peruban, a városban pedig minden évben megtartják az úgynevezett zászlómenetet.

## Turizmus, látnivalók
A város, mivel közel fekszik a határhoz, az országba érkező turisták egyik fő belépési pontja. Mivel itt is vannak látnivalók, ezért sokan meg is állnak Tacnában. A belvárosban áll a Rózsafüzér királynője székesegyház, előtte és háta mögött pedig egy hosszan elnyúló parkosított tér található, ahol díszszökőkút és több emlékmű (például Miguel Graué és Francisco Bolognesié) is megtekinthető. Híres emlékműve a városnak az Arco Parabólico nevű hatalmas, lefelé nyíló parabolára emlékeztető ív alakú építmény, amelyet a csendes-óceáni háború hőseinek tiszteletére emeltek. Tacna leghíresebb múzeumai a Nemzeti Vasútmúzeum, a kerámiákat és textileket bemutató Casa Zela és a Casa Museo Basadre. További nevezetességek még az Avenida Bolognesi nevű út, a községi színház és a Dinoszauruszok parjka.
Elterjedt helyi szokás, hogy az emberek reggel empanadákat (kisült kenyértészta valamilyen sós töltelékkel) esznek, és ezt sokan a városba látogató turisták közül is kipróbálják. A városban több híres empanadería is működik, azaz olyan üzlet, ahol ilyen ételeket lehet vásárolni.
Tacnától mintegy 25 km-re találhatók a megye nagy nevezetességei, az ősi micullai sziklarajzok.

## Képek

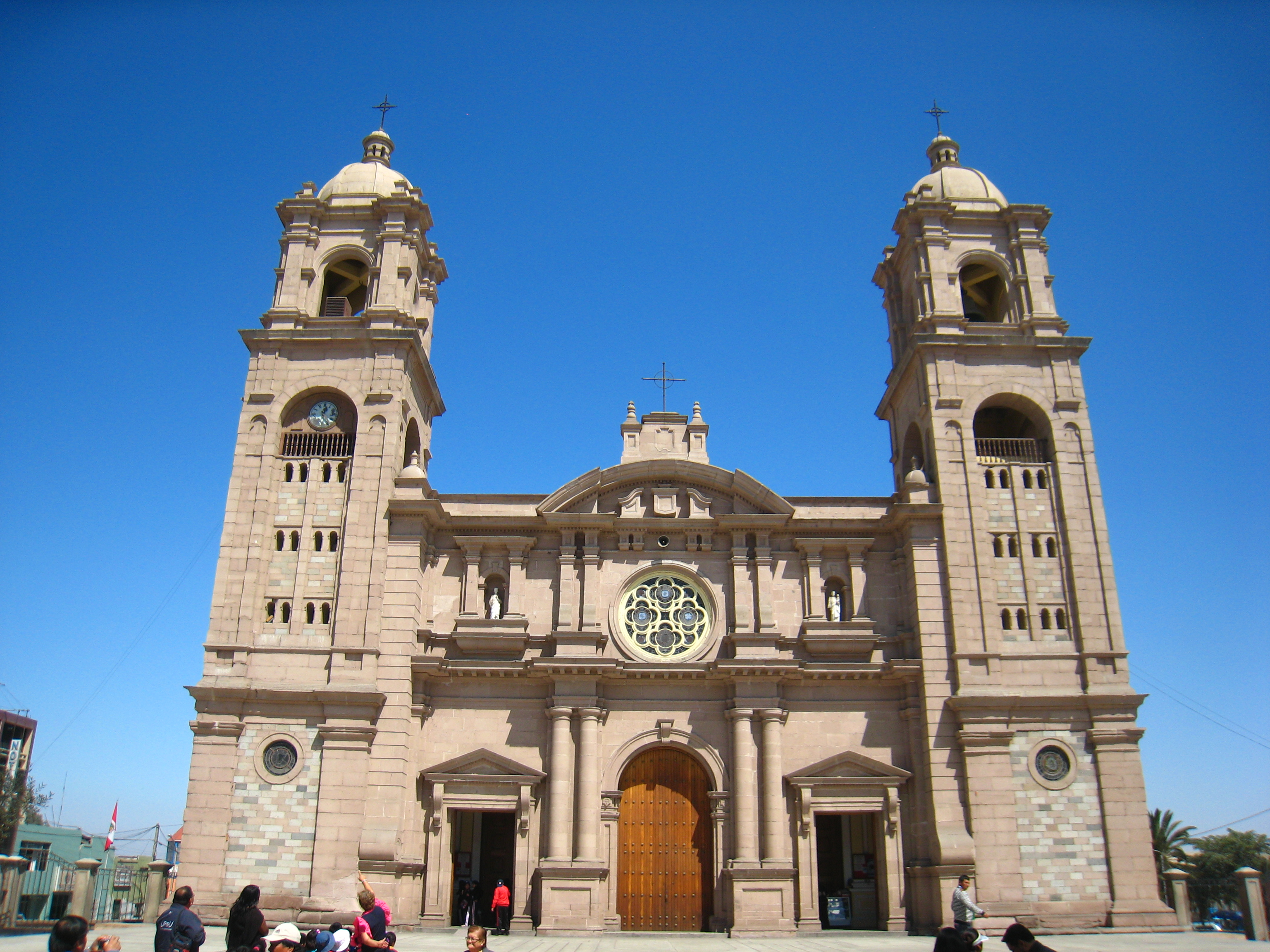
A székesegyház
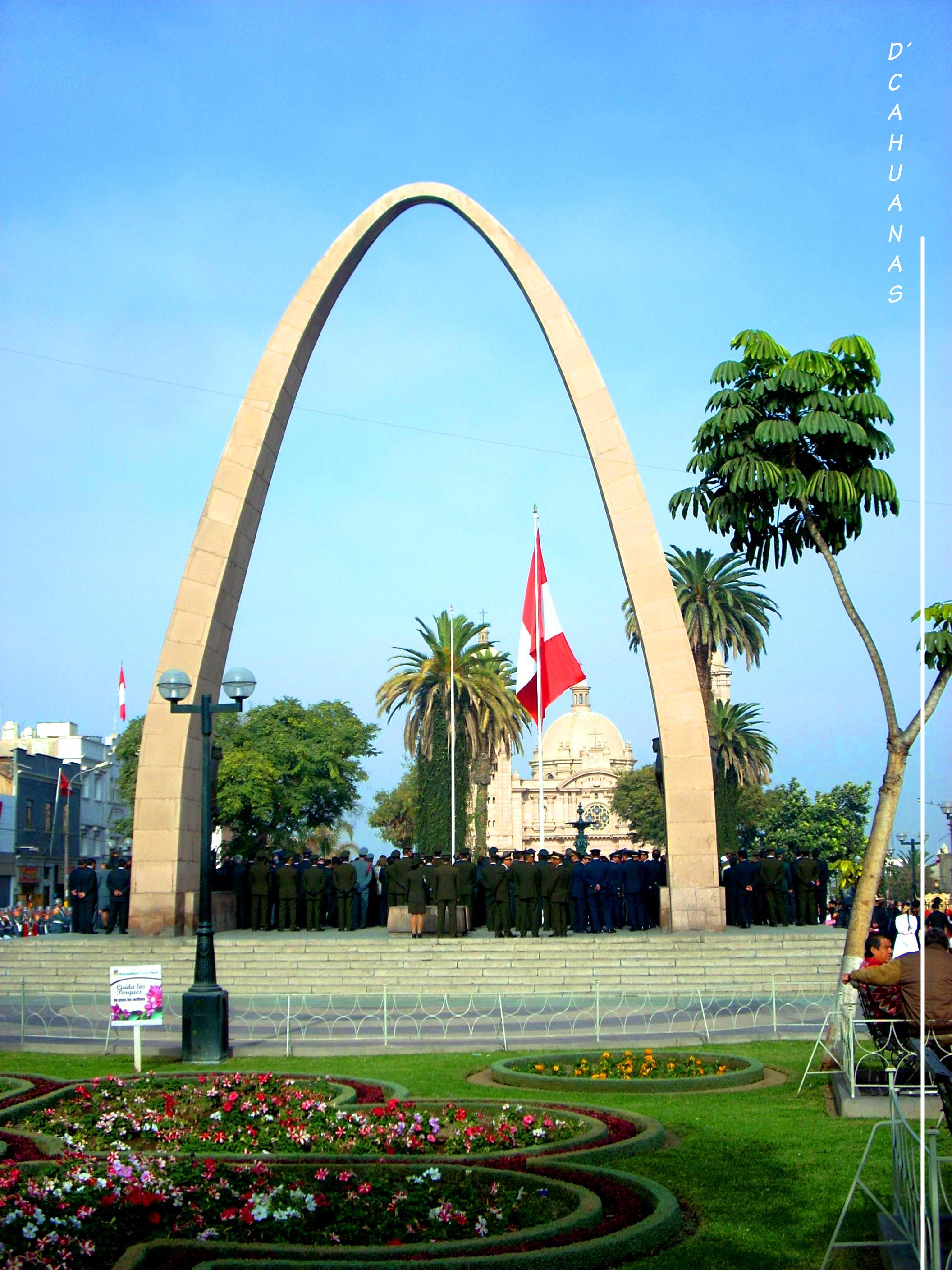
Az Arco Parabólico emlékmű
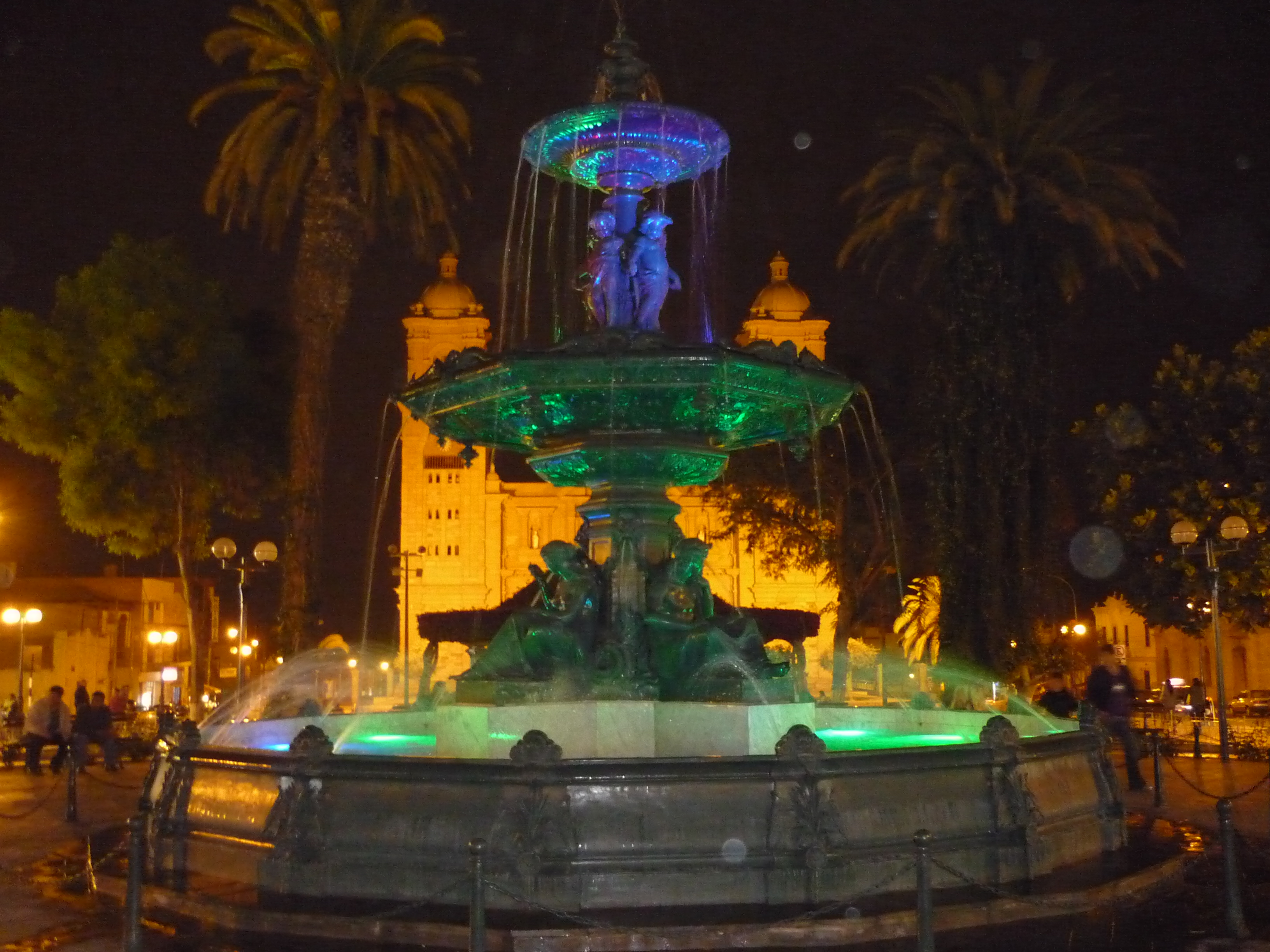
Egy szökőkút éjjeli díszkivilágításban
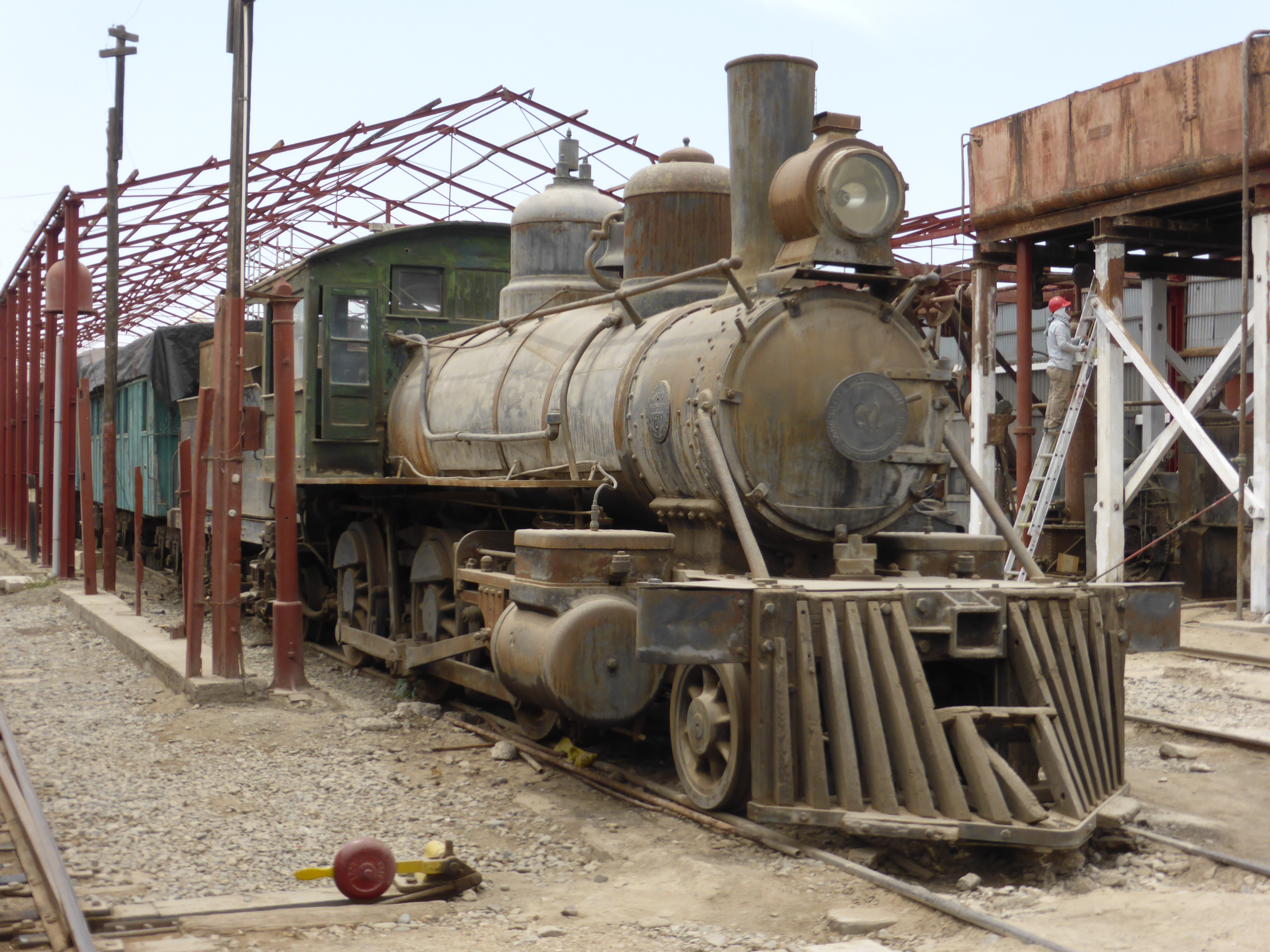
1908-ból származó mozdony a Nemzeti Vasútmúzeumban